# Théorème de la corde universelle

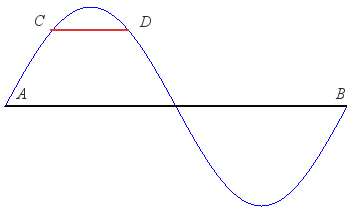
Sur cet exemple une corde parallèle à la corde existe si et seulement si.

En mathématiques, et plus précisément en analyse, le théorème de la corde universelle, ou théorème des cordes universelles, dû à Paul Lévy, décrit dans sa version générale une propriété des courbes planes continues joignant un point {\displaystyle A} à un point {\displaystyle B} ; il répond à la question de savoir si on peut trouver sur cet arc des points {\displaystyle C} et {\displaystyle D} tels que la corde {\displaystyle [CD]} ait une longueur donnée et soit parallèle à la corde {\displaystyle [AB]}. Le théorème affirme que cette corde {\displaystyle [CD]} existe pour tout arc joignant {\displaystyle A} à {\displaystyle B} si et seulement si la longueur {\displaystyle CD} est un diviseur entier de la longueur {\displaystyle AB} (pour un arc particulier, il existe en général d'autres cas d'existence de la corde {\displaystyle [CD]}, comme dans l'exemple ci-contre. L'expression « corde universelle » signifie que le résultat s'applique à un arc quelconque).

## Historique
Une forme équivalente de la partie directe du théorème a été obtenue par André-Marie Ampère dans le cadre de travaux sur le théorème de Taylor en 1806. Les versions actuelles du théorème et de sa réciproque, présentées comme une généralisation du théorème de Rolle, ont été publiées par Paul Lévy en 1934.

## Version fonctionnelle horizontale

### Énoncé
Considérons une fonction {\displaystyle f} réelle continue sur {\displaystyle [a,b]} , {\displaystyle a<b}, telle que  {\displaystyle f(a)=f(b)} : le théorème direct affirme que pour tout entier {\displaystyle n>0}, il existe un {\displaystyle c\in \left[a,b-{\frac {b-a}{n}}\right]} tel que {\displaystyle f(c)=f\left(c+{\frac {b-a}{n}}\right)} ; le théorème réciproque stipule que les nombres {\displaystyle {\frac {b-a}{n}}} sont les seuls réels {\displaystyle u} assurant l'existence d'un réel {\displaystyle c} vérifiant {\displaystyle f(c)=f\left(c+u\right)} pour toute fonction {\displaystyle f}.
Notons que dans ce cas le rôle des points {\displaystyle A,B,C,D} du cas général est joué par les points {\displaystyle (a,f(a)),(b,f(b)),(c,f(c)),(c+u,f(c+u))} et que les cordes {\displaystyle [AB]} et {\displaystyle [CD]} sont horizontales.

### Démonstration du théorème direct
On introduit la fonction {\displaystyle g(x)=f\left(x+{\frac {b-a}{n}}\right)-f(x)} qui est continue sur {\displaystyle \left[a,b-{\frac {b-a}{n}}\right]} ;  la somme télescopique {\displaystyle \sum _{k=0}^{n-1}g\left(a+k{\frac {b-a}{n}}\right)} vaut {\displaystyle f(b)-f(a)=0}, ce qui montre que les {\displaystyle g\left(a+k{\frac {b-a}{n}}\right)} ne sont pas tous de même signe, et donc (d’après le théorème des valeurs intermédiaires) que {\displaystyle g} s’annule sur {\displaystyle \left[a,b-{\frac {b-a}{n}}\right]} , ce qui assure l'existence  d'un {\displaystyle c\in \left[a,b-{\frac {b-a}{n}}\right]} tel que {\displaystyle f(c)=f\left(c+{\frac {b-a}{n}}\right)}.

### Réciproque: contre-exemple de Paul Lévy
En prenant, sans perte de généralité, {\displaystyle a=0}, {\displaystyle b=1} ;  Lévy propose de considérer la fonction {\displaystyle f:x\mapsto \varphi (x)-x\varphi (1)} où {\displaystyle \varphi } est une fonction continue sur {\displaystyle \mathbb {R} } périodique de plus petite période strictement positive  {\displaystyle T>0} et vérifiant {\displaystyle \varphi (0)=0}, {\displaystyle \varphi (x)>0} sur {\displaystyle ]0,T[} ;  par exemple {\displaystyle \varphi (x)=\sin ^{2}(\pi x/T)}. {\displaystyle f} est bien continue sur {\displaystyle [0,1]} et vérifie {\displaystyle f(0)=f(1)(=0)} et un calcul direct montre que {\displaystyle f(x)-f(x+T)=T\varphi (1)}, qui ne s'annule que si {\displaystyle 1=nT} avec {\displaystyle n} entier.  Si donc on choisit {\displaystyle T} différent de l'inverse d'un entier, on construit bien un exemple où il n'existe pas de {\displaystyle x} vérifiant {\displaystyle f(x)=f(x+T)}.

## Version fonctionnelle oblique

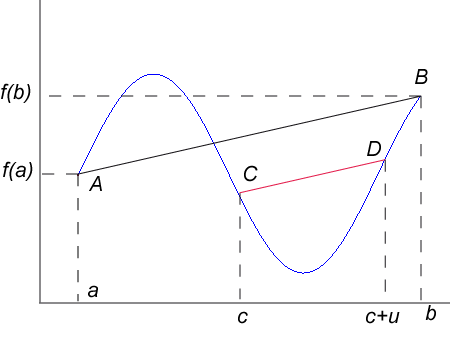

### Énoncé
On considère toujours une fonction {\displaystyle f} réelle continue sur {\displaystyle [a,b]} , {\displaystyle a<b} : le théorème direct affirme que pour tout entier {\displaystyle n>0}, il existe un {\displaystyle c\in \left[a,b-{\frac {b-a}{n}}\right]} tel que le taux d'accroissement de {\displaystyle f} entre {\displaystyle c} et {\displaystyle c+{\frac {b-a}{n}}}  est égal à celui entre {\displaystyle a} et {\displaystyle b} : {\displaystyle {\dfrac {f\left(c+{\dfrac {b-a}{n}}\right)-f(c)}{\dfrac {b-a}{n}}}={\dfrac {f(b)-f(a)}{b-a}}}; le théorème réciproque stipule que les nombres {\displaystyle {\frac {b-a}{n}}} sont les seuls réels {\displaystyle u} assurant l'existence d'un réel {\displaystyle c} vérifiant {\displaystyle {\dfrac {f\left(c+u\right)-f(c)}{u}}={\dfrac {f(b)-f(a)}{b-a}}},  pour toute fonction {\displaystyle f}.
Ici aussi les rôles des points {\displaystyle A,B,C,D} sont joués par les points {\displaystyle (a,f(a)),(b,f(b)),(c,f(c)),(c+u,f(c+u))}.

### Démonstration
Il suffit d'appliquer le théorème précédent à la fonction {\displaystyle g} définie par {\displaystyle g\left(x\right)=f\left(x\right)-{\dfrac {f(b)-f(a)}{b-a}}x} , qui vérifie {\displaystyle g(a)=g(b)}.

### Lien avec le théorème des accroissements finis
Dans le cas dérivable, le taux d’accroissement {\displaystyle {\dfrac {f\left(c+{\dfrac {b-a}{n}}\right)-f(c)}{\dfrac {b-a}{n}}}} est, pour {\displaystyle n} grand, une approximation de la dérivée {\displaystyle f'(c)},  si bien que la formule {\displaystyle {\dfrac {f\left(c+{\dfrac {b-a}{n}}\right)-f(c)}{\dfrac {b-a}{n}}}={\dfrac {f(b)-f(a)}{b-a}}} "tend" vers la formule des accroissements finis {\displaystyle f'(c)={\dfrac {f(b)-f(a)}{b-a}}} (mais on ne peut déduire l'un de l'autre car le réel {\displaystyle c} dépend de {\displaystyle n}).

### Interprétation cinématique
Considérons un mobile animé d'un mouvement continu parcourant une distance {\displaystyle L} en un temps {\displaystyle T} et dénommons {\displaystyle x(t)} la distance parcourue en fonction du temps (avec {\displaystyle t\in [t_{0},t_{0}+T]}). Les taux d'accroissements s'interprètent alors comme des vitesses moyennes, et le théorème précédent s'énonce comme suit : on est assuré de l'existence d'un intervalle de temps {\displaystyle [t_{1},t_{2}]} durant lequel la vitesse moyenne du mobile {\displaystyle {\frac {x(t_{2})-x(t_{1})}{t_{2}-t_{1}}}}est égale à la vitesse moyenne globale {\displaystyle L/T} si et seulement si {\displaystyle {\frac {T}{t_{2}-t_{1}}}} est entier. Ce résultat a été popularisé par les exemples suivants.

#### Le paradoxe du coureur
Si un coureur parcourt 10 kilomètres en 30 minutes, il paraît vraisemblable qu’il y ait au moins un kilomètre de son trajet qu’il a couru en 3 minutes exactement.  Le résultat  de Lévy montre que cela n’est garanti que si la course complète est un nombre entier de kilomètres.

#### Le paradoxe du train
Un train parcourt un certain trajet à une vitesse moyenne de 100 km/h. La durée du trajet, en heures, est égale à {\displaystyle T} (nombre réel positif). Pour quelles valeurs de {\displaystyle T} peut-on être certain qu’il existe durant le trajet deux points distants de 100 km que le train a parcouru en un laps de temps de une heure ?
Réponse : uniquement pour {\displaystyle T} entier.

## Version concernant les courbes paramétrées planes

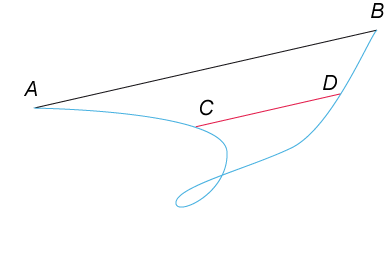
Théorème des cordes pour une courbe plane.

### Énoncé
On considère deux fonctions {\displaystyle f} et {\displaystyle g} réelles continues sur {\displaystyle [a,b]}  ; alors, les seuls réels {\displaystyle u} pour lesquels on est assuré de l'existence de {\displaystyle c\in \left[a,b-u\right]} tel que le déterminant {\displaystyle \left\vert {\begin{array}{cc}f\left(c+u\right)-f\left(c\right)&f\left(b\right)-f\left(a\right)\\g\left(c+u\right)-g\left(c\right)&g\left(b\right)-g\left(a\right)\end{array}}\right\vert } soit nul sont les {\displaystyle (b-a)/n} avec {\displaystyle n} entier.
Si l'on pose {\displaystyle M(t)=(f(t),g(t)),A=M(a),B=M(b),C=M(c),D=M(c+u)}, le théorème énonce bien les conditions d'existence pour les courbes paramétrées joignant {\displaystyle A} à {\displaystyle B} d'une corde {\displaystyle [CD]} parallèle à {\displaystyle [AB]}, le déterminant nul indiquant la colinéarité des vecteurs {\displaystyle {\overrightarrow {AB}}} et {\displaystyle {\overrightarrow {CD}}}.
Notons que ce théorème contient les deux précédents.

### Démonstration
Appliquer le théorème de base à la fonction {\displaystyle \varphi } définie par {\displaystyle \varphi \left(x\right)=\left\vert {\begin{array}{cc}f\left(x\right)-f\left(a\right)&f\left(b\right)-f\left(a\right)\\g\left(x\right)-g\left(a\right)&g\left(b\right)-g\left(a\right)\end{array}}\right\vert } qui vérifie {\displaystyle \varphi (a)=\varphi (b)(=0)}. L'égalité {\displaystyle \varphi (c+u)=\varphi (c)} équivaut bien la nullité de {\displaystyle \left\vert {\begin{array}{cc}f\left(c+u\right)-f\left(c\right)&f\left(b\right)-f\left(a\right)\\g\left(c+u\right)-g\left(c\right)&g\left(b\right)-g\left(a\right)\end{array}}\right\vert } par linéarité du déterminant par rapport à sa première colonne.

## Version concernant les courbes paramétrées dans l'espace

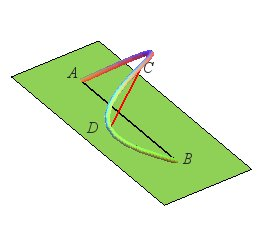
Exemple de corde [CD] parallèle à un plan passant par A et B. Par contre aucune corde n'est ici parallèle à [AB].

### Énoncé
On considère trois fonctions {\displaystyle f,g,h} réelles continues sur {\displaystyle [a,b]}  ; alors, les seuls réels {\displaystyle u} pour lesquels on est assuré de l'existence de {\displaystyle c\in \left[a,b-u\right]} tel que le déterminant {\displaystyle \left\vert {\begin{array}{ccc}f(c+u)-f(c)&f(a)&f(b)\\g(c+u)-g(c)&g(a)&g(b)\\h(c+u)-h(c)&h(a)&h(b)\end{array}}\right\vert } soit nul sont les {\displaystyle (b-a)/n} avec {\displaystyle n} entier.
Si l'on pose {\displaystyle M(t)=(f(t),g(t),h(t)),A=M(a),B=M(b),C=M(c),D=M(c+u)}, le théorème énonce les conditions d'existence pour les courbes paramétrées joignant {\displaystyle A} à {\displaystyle B} d'une corde {\displaystyle [CD]} parallèle au plan {\displaystyle (OAB)}, le déterminant nul indiquant la colinéarité des vecteurs {\displaystyle {\overrightarrow {OA}}} ,  {\displaystyle {\overrightarrow {OB}}} et {\displaystyle {\overrightarrow {CD}}}.
Le point {\displaystyle O} pouvant être choisi arbitrairement, il énonce en fait les conditions d'existence d'une corde {\displaystyle [CD]} parallèle à un plan donné passant par {\displaystyle A} et {\displaystyle B} . Par contre, comme on le voit ci-contre, la généralisation qui consisterait à dire qu'il existe une corde parallèle à {\displaystyle [AB]} est fausse.
Notons que ce théorème contient les trois précédents.

### Démonstration
Appliquer le théorème de base à la fonction {\displaystyle \varphi } définie par {\displaystyle \varphi \left(x\right)=\left\vert {\begin{array}{ccc}f(x)&f(a)&f(b)\\g(x)&g(a)&g(b)\\h(x)&h(a)&h(b)\end{array}}\right\vert } qui vérifie {\displaystyle \varphi (a)=\varphi (b)(=0)}. L'égalité {\displaystyle \varphi (c+u)=\varphi (c)} équivaut bien à la nullité de {\displaystyle \left\vert {\begin{array}{ccc}f(c+u)-f(c)&f(a)&f(b)\\g(c+u)-g(c)&g(a)&g(b)\\h(c+u)-h(c)&h(a)&h(b)\end{array}}\right\vert } par linéarité du déterminant par rapport à sa première colonne.

## Cas d'une fonction continue sur ℝ

Illustration théorème des cordes horizontales. L'animation qui semble se bloquer montre que le théorème n'est pas évident !

### Énoncé
Soit {\displaystyle f} une fonction réelle continue sur {\displaystyle \mathbb {R} } ; il suffit que {\displaystyle f} atteigne sa borne inférieure ou supérieure pour être assuré, cette fois pour tout réel {\displaystyle u\geqslant 0}, de l'existence d'un réel {\displaystyle c} vérifiant {\displaystyle f(c+u)=f(c)} (appelé parfois théorème des cordes horizontales).

### Démonstration
Supposons que {\displaystyle f(a)=\sup f} et posons {\displaystyle \varphi (x)=f(x+u)-f(x)} ; alors {\displaystyle \varphi (a)\leqslant 0} et {\displaystyle \varphi (a-u)\geqslant 0}, d'où l'existence d'un {\displaystyle c} tel que {\displaystyle \varphi (c)=0}.
D'après le théorème des valeurs extrêmes, la condition sur la fonction {\displaystyle f} est réalisée pour une fonction continue périodique sur {\displaystyle \mathbb {R} }, ou une fonction ayant des limites égales aux deux infinis.
Voir ici  une généralisation au cas de fonctions non continues.

### Une application physique
A tout point {\displaystyle M} d'un cercle de diamètre de longueur {\displaystyle D}, on fait correspondre une grandeur physique (disons par exemple la température) qui varie continûment sur le cercle ; alors pour tout {\displaystyle L\leqslant D} le cercle possède forcément une corde de longueur {\displaystyle L} dont les extrémités sont à même température (paramétrer le cercle par un angle {\displaystyle \theta } et considérer la fonction qui à {\displaystyle \theta } fait correspondre la température en {\displaystyle M(\theta )}).

## Variante pour une fonction continue sur un segment

### Énoncé
Soit {\displaystyle f} une fonction réelle continue sur {\displaystyle [a,b]} , {\displaystyle a<b}, telle que  {\displaystyle f(a)=f(b)} , et  soient {\displaystyle u,v>0} tels que {\displaystyle u+v=b-a}. Alors, sans autre condition sur {\displaystyle u}, il existe toujours {\displaystyle c\in \left[a,b-u\right]} tel que {\displaystyle f(c+u)=f(c)} ou  {\displaystyle c\in \left[a,b-v\right]} tel que {\displaystyle f(c+v)=f(c)}.

### Démonstration
Considérons la fonction {\displaystyle g} continue périodique de période {\displaystyle T=b-a} sur {\displaystyle \mathbb {R} } prolongeant {\displaystyle f} ; d'après le théorème précédent, il existe un réel {\displaystyle c} tel que {\displaystyle g(c+u)=g(c)} et d'après la périodicité, on peut supposer que {\displaystyle c\in \left[a,b\right]}; si {\displaystyle c+u\in \left[a,b\right]}, c'est gagné. Sinon, {\displaystyle c+u>b} donc {\displaystyle c-v=c-b+a+u>a}. Donc si on pose {\displaystyle c'=c-v}, {\displaystyle f(c')=f(c-T+u)=g(c-T+u)=g(c+u)=g(c)=f(c)=f(c'+v)}.

### Illustration cinématique
Un train parcourt 500 km en 5 h. 
1) Existe-t-il forcément deux points distants de 100 km, joints en un laps de temps de 1 h ? 
2) Existe-t-il forcément deux points distants de 200 km, joints en un laps de temps de 2 h ? 
3) Existe-t-il forcément deux points distants de 300 km, joints en un laps de temps de 3 h ? 
Réponses : oui pour 1) car 100 divise 500, non pour 2) et non pour 3) car ni 200 ni 300 ne divisent 500, mais oui pour 2) ou 3) d'après l'énoncé précédent.

## Généralisation à des parties du plan
En 1937, Hopf  généralisa ces résultats aux sous-ensembles compacts et connexes du plan {\displaystyle \mathbb {R} ^{2}} .